# Hüsrevköy, Ağaçören
Hüsrevköy là một xã thuộc huyện Ağaçören, tỉnh Aksaray, Thổ Nhĩ Kỳ. Dân số thời điểm năm 2010 là 160 người.